# Njongo Priso
Njongo Priso est un footballeur camerounais né le 24 décembre 1988. Il joue actuellement pour le Mosta Football Club, dans le championnat maltais.

## Biographie
Njongo Priso compte 20 matches disputés en Ligue Europa, pour le compte de quatre clubs différents, avec cinq buts inscrits.

## Palmarès
- Champion de Malte en 2010 et 2016 avec le Valletta FC